# Gandosso
Gandosso est une commune italienne de la province de Bergame, dans la région Lombardie. Elle se situe à 60 kilomètres au nord-est de Milan et à 20 kilomètres au sud-est de Bergame.

## Culture
Les personnes originaires de cette région étaient appelées "Gandossi" (/gãdosi/). Cette dénomination a laissé une trace, plusieurs habitants ont ainsi choisi de prendre "Gandossi" comme patronyme, marquant définitivement leur appartenance géographique à cette commune italienne. En 2017, on recensait en France, 347 personnes portant ce nom de famille.

## Administration
| Période                                  | Période | Identité | Étiquette | Qualité |
| ---------------------------------------- | ------- | -------- | --------- | ------- |
|                                          |         |          |           |         |
| Les données manquantes sont à compléter. |         |          |           |         |

### Communes limitrophes
Carobbio degli Angeli, Castelli Calepio, Credaro, Grumello del Monte, Trescore Balneario